# Jalen Lecque
Jalen Evander Lecque (ur. 13 czerwca 2000 w Nowym Jorku) – amerykański koszykarz, występujący na pozycji rozgrywającego. 
W 2017 wziął udział w turnieju Adidas Nations (7. miejsce). Rok później pojawił się na NBPA Top 100 Camp, a w 2019 na Allen Iverson Roundball Classic oraz Tim Grgurich Camp.
W 2019 reprezentował Phoenix Suns, podczas rozgrywek letniej ligi NBA.
16 listopada 2020 trafił w wyniku wymiany do Oklahoma City Thunder. 25 listopada został wytransferowany do Indiana Pacers. 25 marca 2021 został zwolniony.